# Daria Dmitrieva (handball)
Pour les articles homonymes, voir Dmitriev et Daria Dmitrieva (gymnastique) pour la gymnaste rythmique.
Daria Evgenievna Dmitrieva (en russe : Дарья Евгеньевна Дмитриева), née le 9 août 1995 à Togliatti, est une joueuse internationale russe de handball.

## Biographie

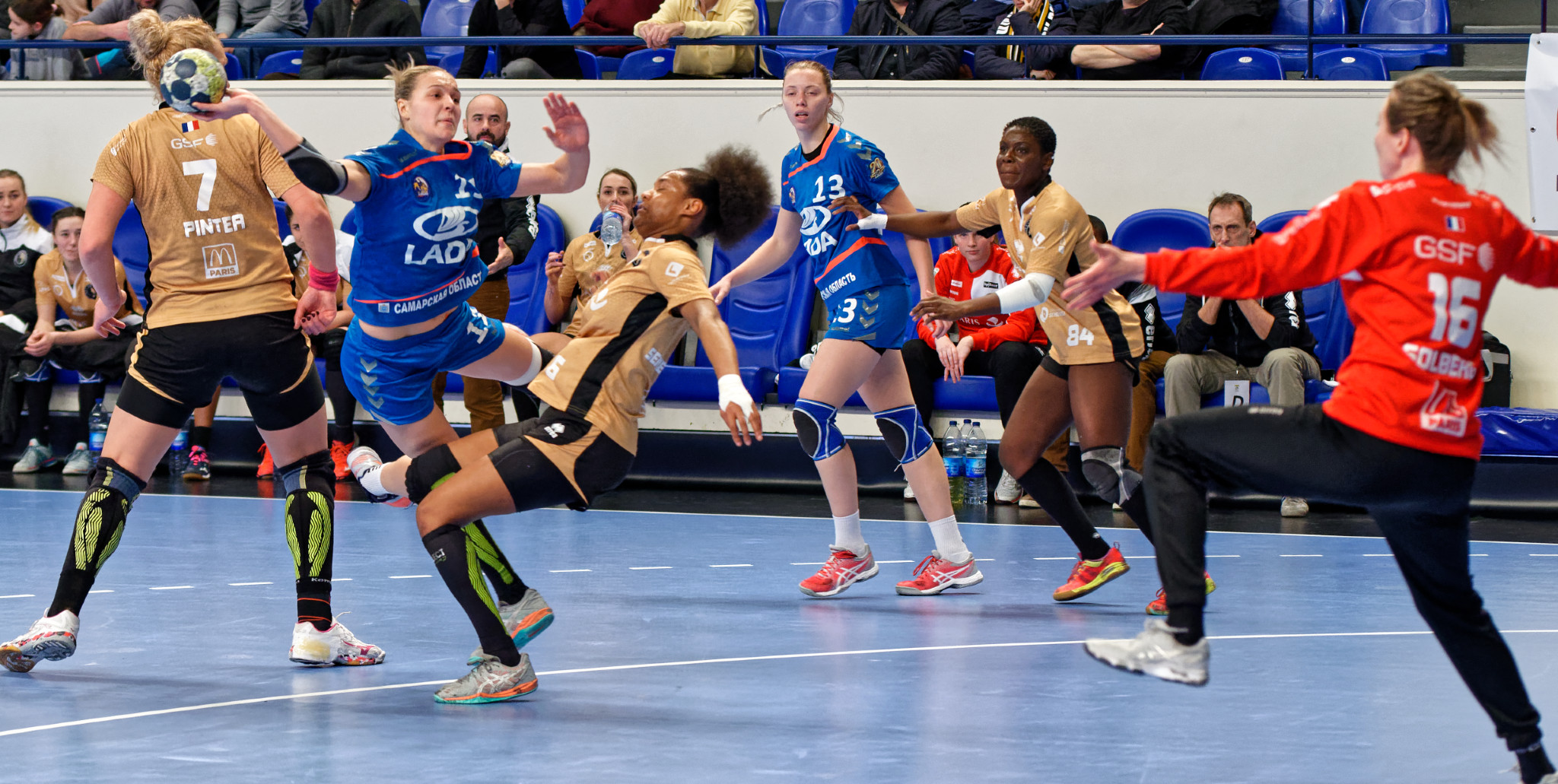
Dmitrieva au tir face au Issy Paris Hand en 2018.

Grand espoir du handball russe, elle est vice-championne du monde junior en 2014 et est élue meilleure demi-centre de la compétition. La même année, elle dispute sa première grande compétition internationale senior avec la Russie lors du Championnat d'Europe 2014.
En 2016, elle est championne olympique aux Jeux olympiques de 2016 à Rio. Elle est par ailleurs élue meilleure demi-centre de la compétition.

## Palmarès

### Sélection nationale
Jeux olympiques
- médaillée d'or aux Jeux olympiques de 2016 de Rio de Janeiro
- Médaille d'argent aux Jeux olympiques de 2020 à Tokyo

championnats d'Europe
- finaliste du championnat d'Europe 2018

autres
- finaliste du championnat du monde junior en 2014
- vainqueur du championnat d'Europe junior en 2013[5]
- finaliste du championnat du monde jeunes en 2012[6]
- vainqueur du championnat d'Europe jeunes en 2011[7]

### Club
compétitions nationales
- championne de Russie en 2012, 2013 et 2014 (avec Dinamo Volgograd)

### Récompenses individuelles
- élue meilleure demi-centre des Jeux olympiques de 2016
- élue meilleure demi-centre du championnat du monde junior 2014
- élue meilleure demi-centre du championnat d'Europe junior 2013[8]